# Europejskie Igrzyska Halowe w Lekkoatletyce 1968 – sztafeta 4 × 2 okrążenia mężczyzn
Sztafeta 4 × 2 okrążenia mężczyzn – jedna z konkurencji biegowych rozgrywanych podczas lekkoatletycznych europejskich igrzysk halowych w hali Palacio de Deportes w Madrycie. Rozegrano od razu bieg finałowy 9 marca 1968. Długość jednego okrążenia wynosiła 182 metry. Zwyciężyła reprezentacja Polski. Tytułu z poprzednich igrzysk nie obroniła sztafeta Związku Radzieckiego, która zdobyła brązowy medal.

## Rezultaty

### Finał
Rozegrano od razu bieg finałowy, w którym wzięły udział 3 sztafety.

Opracowano na podstawie materiału źródłowego.
| Miejsce | Reprezentacja | Zawodnicy                                                               | Czas   |
| ------- | ------------- | ----------------------------------------------------------------------- | ------ |
| 1       | Polska        | Waldemar Korycki, Jan Balachowski, Jan Werner, Andrzej Badeński         | 2:48,9 |
| 2       | RFN           | Horst Daverkausen, Peter Bernreuther, Ingo Röper, Martin Jellinghaus    | 2:49,7 |
| 3       | ZSRR          | Borys Sawczuk, Wasyl Anisimow, Siergiej Abalichin, Aleksandr Bratczikow | 2:51,5 |